# Малинка Віктор Олександрович
Віктор Олександрович Мали́нка (нар. 17 серпня 1935, Таганрог) — український художник і педагог; член Спілки радянських художників України з 1970 року. Батько художника Олексія, дід художників Петра та Ксенії Малинок.

## Біографія
Народився 17 серпня 1935 року в місті Таганрозі (нині Ростовська область, Російська Федерація) в робітничій сім'ї. З 1948 року навчався в образотворчої студії Будинку піонерів Таганрога у Валентини Григор'євої; у 1952—1957 роках — на живописному факультеті у Ростовському художньому училищі в Ірини Чарської, Євгена Чарського; у 1961—1967 роках — на графічному факультеті Київського державного художнього інституту у Василя Чебаника, Василя Касіяна.
У 1966—1968 роках працював художнім редактором київського видавництва «Молодь»; співпрацював із книжковими видавництвами України. У 1996—2000 роках викладав на кафедрі живопису Київського інституту декоративно-прикладного мистецтва та дизайну. Мешкав у Києві в будинку на Андріївському узвозі, № 34, квартира № 17 та у будинку на бульварі Перова, № 20, квартира № 67.

## Творчість
Працює у галузях станкової і книжкової графіки, станкового живопису. У реалістичному стилі створює олійні і акварельні пейзажі, портрети. Серед робіт:
живопис
- «Мій батько» (1954);
- «Квіти в саду» (1955);
- «Автопортрет» (1955; 2000);
- «Гітарист» (1975);
- «Мої батьки» (1980);
- «Улов» (1980);
- «Пам’яті Володимира Висоцького» (1983);
- «Сон» (1983);
- «Щаслива родина» (1985);
- «Полудень» (1997);
- «Схід сонця» (2000);
- «Хмари» (2000);
- «Околиці» (2000);
- «Пейзаж із далями» (2001);
- «Брат» (2001);
- «Весна світла» (2004);

живописні серії
- «Північ» (1972);
- «По Удмуртії» (1973);
- «Башкирія» (1975);
- «Вологодщина» (1976);
- «Приуралля» (1980);
- «Паланга» (1980);
- «Таймир» (1984);
- «Карелія» (1984);
- «Єнісей» (1988);
- «Сахалін» (1992);
- «Словаччина» (1998);
- «Румунія» (1998);
- «Крим» (1998);

графіка
- «Батько» (1955);
- «Аза» (1958);
- «Спека» (1975);
- «Гарячий пар» (1979);
- «Політ» (1983);
- «Осінь» (1991);
- «Колеги» (1991);
- «Квітучий сад» (1998).

Ілюстрував здебільшого дитячі книжки, українські, російські, туркменські, грузинські, казахські, якутські народні казки, зокрема:
- «Як Синячок до сонця літав» Володимира Дубовки (1974);
- «Туркменські народні казки» (1980);
- «Богатир Нарка» (1984);
- «Таємниця старого гнома» Десанки Максимович (1985).

Учасник міських, обласних, всеукраїнських, всесоюзних, міжнародних мистецьких виставок з 1955 року. Персональні виставки відбулися у Таганрозі у 1983 році, Ростові-на-Дону у 1984 році, Києві у 1988, 1995, 1998, 2007 роках.
Роботи зберігаються в Національному художньому музеї України, Центральному державному архіві-музеї літератури і мистецтва України, Музеї книги та друкарства України в Києві, Севастопольському, Ростовському і Таганрозькому художніх музеях, Івано-Франківському, Черкаському, Уманському краєзнавчих музеях.